# Lobocleta germana
Lobocleta germana là một loài bướm đêm trong họ Geometridae.